# Enumclaw
Enumclaw is een plaats (city) in de Amerikaanse staat Washington, en valt bestuurlijk gezien onder King County en Pierce County.

## Demografie
Bij de volkstelling in 2000 werd het aantal inwoners vastgesteld op 11.116.
In 2006 is het aantal inwoners door het United States Census Bureau geschat op 10.983, een daling van 133 (-1,2%).

## Geografie
Volgens het United States Census Bureau beslaat de plaats een oppervlakte van
10,1 km², geheel bestaande uit land. Enumclaw ligt op ongeveer 333 m boven zeeniveau.

## Plaatsen in de nabije omgeving
De onderstaande figuur toont nabijgelegen plaatsen in een straal van 16 km rond Enumclaw.